# 上海禾念
上海禾念信息科技有限公司（简称上海禾念、禾念）是一家位于中国上海市浦东新区的音乐制作软件开发公司，开发了洛天依、言和等中文Vocaloid产品，运营中文Vocaloid虚拟歌手品牌Vsinger。现为弹幕视频网站Bilibili的子公司。
禾念起初为Bplats于2011年6月14日成立的在华子公司，受雅马哈的委托负责Vocaloid在中国大陆的软件销售和推广，由Bplats中国大区主管任力担当法人。2013年6月30日，在任力主导的管理层收购后，上海禾念在7月1日后脱离Bplats，和前母公司Bplats与雅马哈的合作关系也于2014年1月31日完全终止。自此之后，禾念先后以VOCANESE和Vsinger品牌进行独立的声库开发、销售和推广业务。

## 时间轴
- 2011年11月20日，上海禾念代表母公司Bplats与其合作伙伴雅马哈启动“Vocaloid China Project”，公布征集人物形象、活动的计划。
- 2011年12月1日，发布中文软件扩展包“Vocaloid™3 LEP-ZHO”，正式的中文Vocaloid 3 Editor软件从此诞生。正式开始征集虚拟人物形象设计。
- 2012年1月3日，形象征集结束。
- 2012年2月，公布评选结果，Vocaloid商品开始开发。
- 2012年3月21日，Vocaloid China Project公布中文形象最终定样，公布5个入围作品，分别是雅音宫羽、绫彩音、MOKO、牙音和蝶音。后官方发表声明，蝶音由于涉嫌抄袭而被取消资格。入围作品由插画师ideolo进行重绘后公布，最终确定为洛天依、徵羽摩柯、墨清弦、乐正绫和乐正龙牙。
- 2012年7月12日，Vocaloid 3「洛天依」产品于第八届中国国际动漫游戏展览会（CCG）首发。
- 2013年3月23日，Vocaloid China在第四届上海原创漫画展（Comic Fantasia 04）公开新声源，并开始征集新声源的形象设计。[1]
- 2013年6月6日，選出了配合新中文聲庫的最終新虛擬角色形象“言和”和另外四幅入圍作品。[2]
- 2013年7月11日，「言和」声库在第九届中国国际动漫游戏展览会正式公开，售价为780元人民币。[3]
- 2014年1月31日，Bplats在其官网宣布停止Vocaloid China的运营，宣传统合至Vocaloid官方媒体，相关事业进行清算。[4]自此，雅马哈亦放弃了在中国大陆直接销售和推广Vocaloid的计划。
- 2014年2月1日，上海禾念与雅马哈公司达成一致：包括洛天依在内的原Vocaloid China Project5人虚拟形象和相关的5个宠物精灵形象及其相关的创作作品版权，归上海禾念所有。[5]上海禾念今后将无法再使用Vocaloid China名称，但有关中文版Vocaloid产品研发继续进行。
- 2014年3月，上海禾念发布新的品牌名称“Vocanese”。
- 2015年初，上海禾念发生管理层变更，任力（于2015年2月9日）离职，MERCURY SHANGHAI企划负责人龟岛则充接管禾念，并任命曹璞为执行董事。
- 2015年6月，上海禾念公布原来的Vocanese项目由Vsinger取代，成为禾念旗下虚拟艺人的统一品牌。[6]
- 2015年7月17日，上海禾念在第十届萤火虫动漫游戏嘉年华上发布Vocaloid 3「乐正绫」声库。
- 2016年，上海禾念与平行四界（北京福托科技开发有限公司）合作，为其开发Vocaloid 4「星尘」声库。
- 2017年5月10日，Vocaloid 4「乐正龙牙」声库开启预售；6月17日结束。
- 2017年6月17日，上海禾念在梅赛德斯-奔驰文化中心举办了首个Vsinger Live演唱会。
- 2017年10月1日，Vocaloid 4「洛天依」中文声库开启预售；10月31日结束。
- 2018年5月21日，Vocaloid 4「洛天依」日文声库正式发售。
- 2018年9月，Bilibili增持了控制禾念之香港离岸公司Zenith Group Holdings Co., Ltd.的股份并获得其多数权益[7]。
- 2019年，在两次增持[8]后，Bilibili完成对禾念之收购，其最终成为Bilibili旗下企业超电文化的子公司[9]。

## Vsinger
2015年5月28日，禾念公布Vsinger作为替代VOCANESE的新品牌，将洛天依、乐正绫、乐正龙牙、徵羽摩柯、墨清弦及原属于“言和Project”的言和纳入其中，并沿用至今。

#### 洛天依
洛天依是由Vocaloid China Project于2013年3月22日公布的虚构人物，软件取样和话音配音是中国配音演员山新。设定是15岁的外星人少女，为了唱出人们心中的歌而来到人类世界。
第一部产品《Vocaloid 3 Library 洛天依》于2012年7月22日发售。第二部产品《Vocaloid 4 Library 洛天依》于2017年12月30日发售。第三部产品《Vocaloid 4 Library 洛天依日语版》于2018年5月21日发售。
第四部作品，ACE Studio版的洛天依声库“洛天依AI”，于2022年5月5日公布并开启内部测试。

#### 言和
言和是由MERCURY SHANGHAI企划所主导之“言和Project”于2013年6月6日公布的虚构人物，软件取样和话音配音是中国配音演员劉婧犖。设定是17岁，外表帅气、内心温柔的人类女子。后并入VOCANESE（即如今之Vsinger）。
第一部产品《Vocaloid 3 Library 言和》于2013年7月11日发售。

#### 乐正绫
乐正绫是由Vocaloid China Project于2012年3月22日公布的虚构人物，软件取样和话音配音是中国網絡歌手祈Inory。设定是16岁的人类少女，是校园乐团的主唱兼吉他手，是洛天依登陆人类世界后遇见的第一位人类。
第一部产品《Vocaloid 3 Library 乐正绫》于2015年7月17日发售。

#### 乐正龙牙
乐正龙牙是由Vocaloid China Project于2012年3月22日公布的虚构人物，软件取样和话音配音是中国配音演员张杰。设定是23岁的人类男生，是校园乐团的鼓手。
第一部产品《Vocaloid 4 Library 乐正龙牙》于2017年5月10日发售。

#### 羽摩柯
徵羽摩柯是由Vocaloid China Project于2012年3月22日公布的虚构人物，软件取样和话音配音是中国配音演员苏尚卿。设定是14岁的人类男孩，是校园乐团的键盘手。
第一部产品《Vocaloid 4 Library 徵羽摩柯》于2018年5月30日发售。

#### 墨清弦
墨清弦是由Vocaloid China Project于2012年3月22日公布的虚构人物，软件取样和话音配音是中国网络歌手冥月。设定是17岁的人类女生，是校园乐团的贝斯手。
第一部产品《Vocaloid 4 Library 墨清弦》于2018年6月14日发售。